# Benno Premselabrug
De Benno Premselabrug is een vaste brug over het IJmeer, ontworpen door Wim Quist, die het Centrumeiland van de Amsterdamse wijk IJburg verbindt met de Diemer Vijfhoek. De brug is vernoemd naar de vormgever en binnenhuisarchitect Benno Premsela. Alhoewel de brug voor 75% in de gemeente Diemen ligt heeft ze een Amsterdams brugnummer (2005).
De brug werd in 2004 geopend en was oorspronkelijk uitsluitend bestemd voor het bouwverkeer, hulpdiensten en fietsers van Diemen naar IJburg. De brug maakt na de ingebruikname deel uit van de stadsroute s114 en van de Oostelijke Ontsluiting IJburg (OOIJ), en ligt tussen de Muiderlaan op IJburg en de Fortdiemerdamweg in Diemen. De brug heeft voor het verkeer in beide richtingen een rijstrook en een busbaan, en aan de zuidzijde een tweerichtingsfietspad. 
De brug ligt conform de opdracht van de gemeente Amsterdam laag over het water; Wim Quist omschreef het als een “mat die over het water is uitgerold. De brug past in het ontwerp van de gehele OOIJ, dat als eenheid werd ontworpen. 
De brug is gelegd over brugpijlers waarop jukken. Die jukken (dwarsbalken) die aan weerszijden van de brug uitsteken dragen de naar binnen staande lichtmasten/lantaarns. De brug kent in het midden een kleine verhoging met pleziervaart mogelijk te maken (Quist noemde het een hupje).
Op 24 augustus 2009 werd de brug ook in gebruik genomen door GVB-buslijn 66 die hiermee een verbinding tussen IJburg en de Bijlmermeer tot stand bracht. Daar het andere verkeer geen gebruik mocht maken van de brug werd aan het begin van de brug een hek met bussluis geplaatst. Tussen de Diemer Vijfhoek en het Maxis-terrein werd via de met klinkers bestrate Overdiemerweg, ook bekend als Nuon-weg, de dienstweg van de elektriciteitscentrale Diemen van Nuon (vroeger PEN, nu Vattenfall), gereden. Sinds 15 december 2024 rijdt ook R-net lijn 360 over de brug. 
Omdat automobilisten uit IJburg in verband met filevorming bij de Enneüs Heermabrug massaal toch van de brug gebruik maakten waarbij het hek werd verwijderd en om de bussluis heen werd gereden besloot men later alsnog dat ook het gewone verkeer van de brug gebruik mocht maken.
Eind juli 2014 is de tijdelijke verbinding via de Overdiemerweg, in het kader van het plan Oostelijke Ontsluiting IJburg, vervangen door een nieuwe route via de Fortdiemerdamweg met daarin de Uyllanderbrug over het Amsterdam-Rijnkanaal naar het verkeersknooppunt Diemen. Vanaf dan was de Overdiemerweg weer voor particulier gebruik gesloten. Echter, deze weg is in 2020 opgeknapt en opnieuw opengesteld vanwege de wenselijkheid van een snelle verbinding met Maxis Muiden en Muiden.

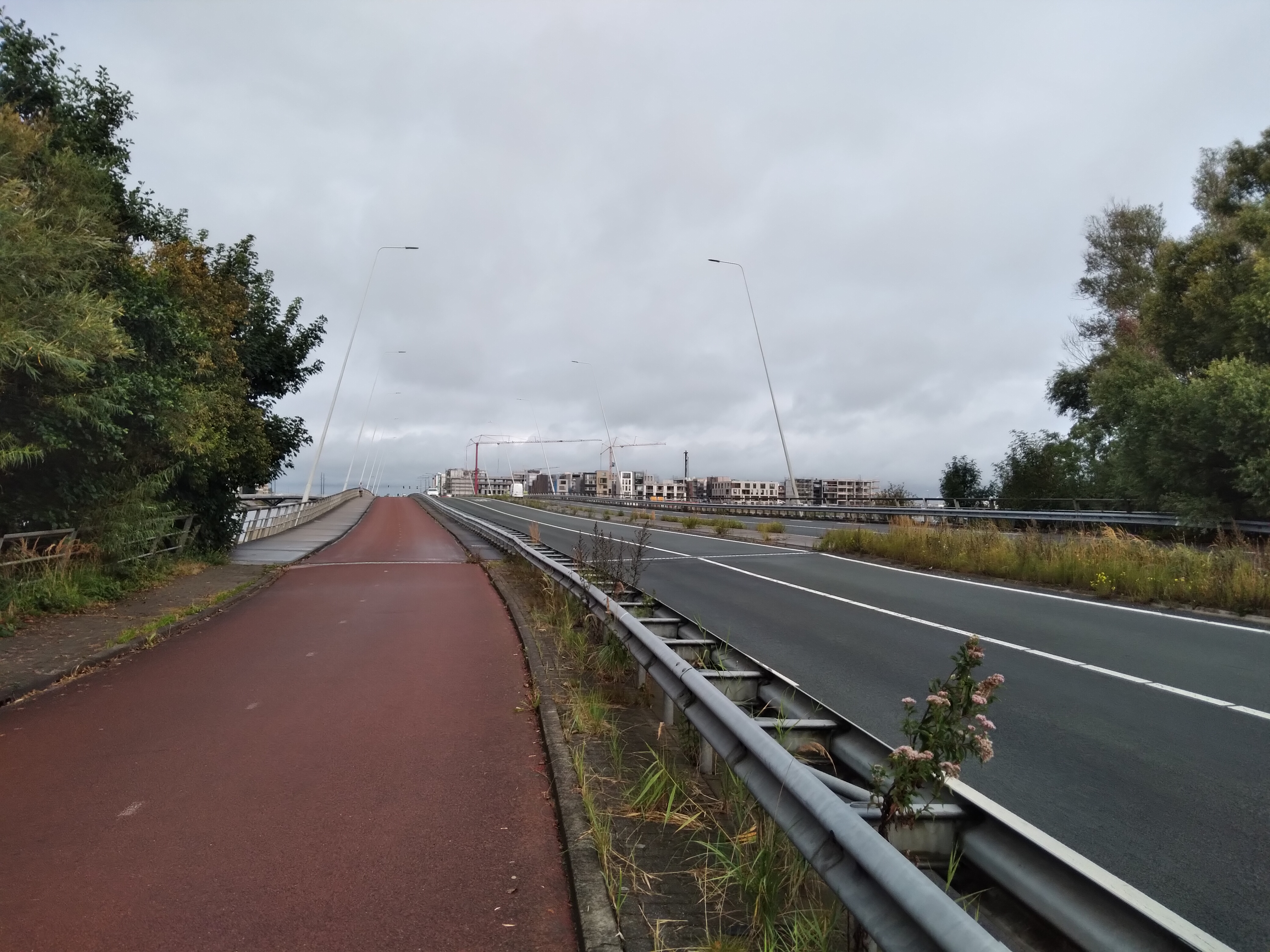
Brug gezien vanaf Diemen met kleine verhoging (september 2021)

<<< · 2000 · 2001 · 2002 · 2003 · 2004 · 2005 · 2006 · 2007 · 2008 · 2009 · 2010 · 2011 · 2012 · 2013 · 2014 · 2015 · 2016 · 2017 · 2018 · 2019 · 2020 · 2021 · 2022 · 2023 · 2025 · 2026 · 2027 · 2028 · 2029 · 2030 · 2031 · 2032 · 2033 · 2034 · 2035 · 2036 · 2037 · 2038 · 2039 · 2040 · 2041 · 2042 · 2043 · 2044 · 2045 · 2046 · 2047 · 2048 · 2050 · 2051 · 2054 · 2060 · 2080 · 2085-2089 · 2090 · 2091 · 2092 · 2093 · 2094 · 2095 · 2096 · 2097 · 2098 · 2099
De overige brugnummers waren in januari 2022 (nog) niet bekend; de Uyllanderbrug ligt officieel in Diemen, maar heeft de Amsterdamse nummering 2007.